# Virginie Ranger-Beauregard
Virginie Ranger-Beauregard est une actrice québécoise, née le 22 février 1989 (Longueuil, Canada).

## Biographie
Dès sa sortie du Conservatoire d'art dramatique de Montréal en 2012, elle fait ses premiers pas dans le métier en alternant entre des rôles à la télévision, au cinéma et au théâtre.
Elle a obtenu le prix UDA de la meilleure interprétation du Fantastique week-end du cinéma québécois pour son rôle dans le court-métrage T'es pas game (2014)

## Filmographie

### Cinéma
- 2011 : Laurentie : cliente
- 2014 : La Petite Reine : Jess

### Télévision
- 2012 : 30 vies : Jessica
- 2013 : Mémoires vives : Charlotte
- 2013 : Toute la vérité : Sabrina
- 2014 : Mensonges : Léa Beauchamps
- 2014 : Toi & moi : Sarah
- 2014 : Au secours de Béatrice : Véronique Simard
- 2016 : ALT ( VRAK ) : elle-même
- 2017 : Ruptures : Aurélie Cardin
- 2017-2022 : District 31 : Stéphanie Malo
- 2018-2020 : En tout cas : Catherine Lefebvre
- 2019 : Les Invisibles : Noémie
- 2020- : Pour toujours, plus un jour : Frédérique Arsenault «Arsène»
- 2021 : Entre deux draps[1] : Lydia Desrochers
- 2021 : Un lien familial[2] : Sophie Hyndman
- 2022- 2025 : Stat : Delphine Martin (décédé dans l’épisode du 6 Janvier 2025)

### Théâtre
- 2014 : TNM - L'importance d'être constant : Cecily
- 2016 : Festival jamais lu Babysiter de Catherine Léger MES par Philippe Lambert[3] : Emy

### Web série
- (2014) Quart de vie

## Récompenses
- Prix UDA du fantastique week-end du cinéma québécois 2014 : Meilleure interprétation pour son rôle dans le court métrage T'es pas game de Sandrine Brodeur-Desrosiers